# پیلتزویل (مونتانا)
پیلتزویل (به انگلیسی: Piltzville) یک منطقهٔ مسکونی در ایالات متحده آمریکا است که در شهرستان میزولا، مونتانا واقع شده‌است. پیلتزویل ۱٫۸۲ کیلومتر مربع مساحت و ۳۹۵ نفر جمعیت دارد و ۱٬۰۰۶ متر بالاتر از سطح دریا واقع شده‌است.